# Semen Bielski
Semen Iwanowicz Bielski (spol. imię: Szymon; ur. przed 1484, zm. 1507–1522) – książę bielski, pochodzący z dynastii Giedyminowiczów, spokrewniony z Władysławem II Jagiełłą.

## Życiorys
Semen urodził się przed 1484 rokiem. Był członkiem dynastii Giedyminowiczów z ramienia rodu Olgierdowiczów, a także synem Iwana Bielskiego. 
Panował samodzielnie w księstwie bielskim, skąd pozbył się swoich trzech braci. Ze wszystkich synów Iwana, to Semen pozostawił najwięcej śladów historycznych w Wielkim Księstwie Litewskim. W 1484 roku pozwał księcia Iwana Semenowicza Kobryńskiego o dobra należące do ''jego stryja'' – księcia Andrzeja Włodzimierzowicza. Kobryński jednak dowiódł, że jego żona jest wnuczką wspomnianego Andrzeja, za co otrzymał dekret przysądzający owe majątki tejże żonie.
Jeszcze w tym roku otrzymał przywilej na Smolniany (Smolany), które należały wcześniej do jego matki. Był również w posiadaniu Rosławia, który z niewiadomego powodu utracił. Miejscowość została nadana w 1494 roku księciu Andrzejowi Kromskiemu. Rok później sądzi się z książętami Massalskimi o Bolszewo i z Aleksandrem Chodkiewiczem o ziemie zbiegłego z Wielkiego Księstwa Litewskiego do Moskwy księcia Fedora Iwanowicza, które Chodkiewicz opisywał jako należące do jego matki, a które król zatwierdził Semenowi Bielskiemu. Semen sądził się jeszcze o miejscowość Żukopicze.
W tym czasie król Aleksander nadał mu Miestiłow, Kcyn i Chwostowicze w Smoleńszczyźnie, które należały wcześniej do książąt Odojewskich. Był również w posiadaniu miejscowości. Horodyszcze i Łosicze, które zostały nadane w 1501 roku królowej Helenie.
Kilka lat później, niezadowolony ze swojej pozycji w Wielkim Księstwie Litewskim Semen poddał się Moskwie wraz ze wszystkimi swoimi posiadłościami zlokalizowanymi ówcześnie w Wielkim Księstwie Litewskim. Należy przy tym zaznaczyć, że księstwo bielskie było położone na granicy obu państw (tj. Wielkiego Księstwa Litewskiego oraz Wielkiego Księstwa Moskiewskiego).
W 1500 roku Semen spotkał się z wielkim księciem moskiewskim Iwanem. Oznajmił mu wówczas, że powodem opuszczenia przez niego Wielkiego Księstwa Litewskiego były namowy wielkiego księcia Aleksandra do przyjęcia przez Semena wiary rzymsko-katolickiej. Aleksander zaangażował również w tym celu wizyty biskupa wileńskiego do Semena. Jednocześnie, powody swojego przejścia na stronę Moskwy wyjaśnił w liście do wielkiego księcia Aleksandra. Sprawa ta, która była tematem sporu dotyczącego nawracania na inną wiarę, spowodowała wymianę kilku listów między dworami moskiewskim i wielkolitewskim. W listach tych Semen po raz pierwszy został nazwany księciem „Bielskim”, a jednocześnie opisano wtargnięcie wojsk moskiewskich na terytorium Wielkiego Księstwa Litewskiego.
Głównym powodem wojny litewsko-moskiewskiej było właśnie przejście księcia Semena Iwanowicza Bielskiego na stronę moskiewską. Jako wojewoda wojsk moskiewskich zajął w 1501 roku Rudę, Wietlicę i Szczuczę. W miejscowościach tych, wojska pod jego dowództwem obozowały jeszcze w 1503 roku. Po zawarciu w tym roku rozejmu, książę Semen powrócił do swoich posiadłości pogranicznych i stąd donosił wielkiemu księciu moskiewskiemu wiadomości – niekiedy fałszywe – na temat poczynań Wielkiego Księstwa Litewskiego. Mianowicie w 1504 roku doniósł, że wielki książę Aleksander uwięził posłów moskiewskich, po czym odesłał ich do Trok. W tymże roku skarży się również na krzywdy wyrządzone jego poddanym przez Wielkolitwinów. O to samo oskarża go ze swojej strony król Aleksander przed wielkim księciem moskiewskim w latach 1504–1505. 
Jeszcze w 1507 roku rada moskiewska skarży się przed królem Zygmuntem I, że namiestnik smoleński (wielkolitewski) zajął ziemie Semena Iwanowicza - Szczuczę, Rudę i Wietlicę. Była to ostatnia wzmianka o księciu Semenie, który zmarł niedługo później, w każdym razie przed 1522, kiedy w źródłach historycznych został wspomniany jako nieżyjący. 
Był ożeniony z Ireną, córką księcia Iwana Jurjewicza Patrykiejewicza, bojaryna moskiewskiego, wnuczką Patrycego Narymuntowicza. Nie pozostawił po sobie potomstwa.